# Scriba (antikes Rom)

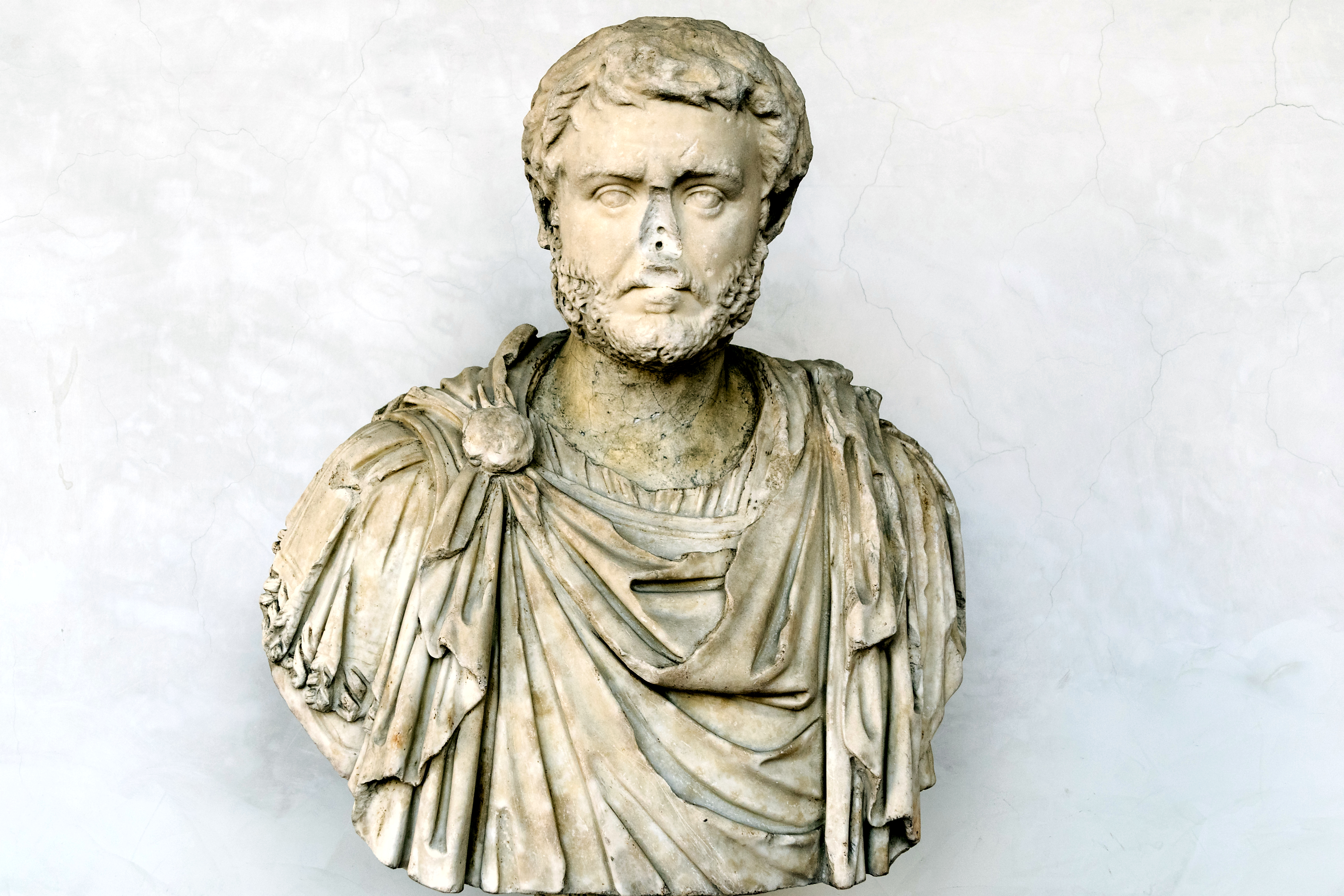
Büste vom Grabaltar des Marcus Natronius Rusticus, der Vorsitzender der Scribae quaestorii und ein Curator des Kollegiums der Scribae aus dem 1. Jahrhundert n. Chr. gewesen war

Der Schreiber (lateinisch scriba, Plural scribae) war eine Person, die im besoldeten Dienst des römischen Staates stand oder als Sekretär in privaten Haushalten beschäftigt war. Die staatlichen Schreiber gehörten zum festen Personalstamm der Magistratur und waren als ständige Hilfsbeamte den jährlich wechselnden Magistraten und den Promagistraten in der römischen Republik sowie den höheren Amtsinhabern im darauffolgenden Prinzipat zugeteilt. Die Privatsekretäre wurden wegen ihrer besonderen Loyalitätspflicht gegenüber ihren Dienstherren, die ein Amt innehatten, nicht selten mit der Erledigung amtlicher Angelegenheiten – und damit offizielle Statuten ignorierend – betraut.

## Aufbauorganisation

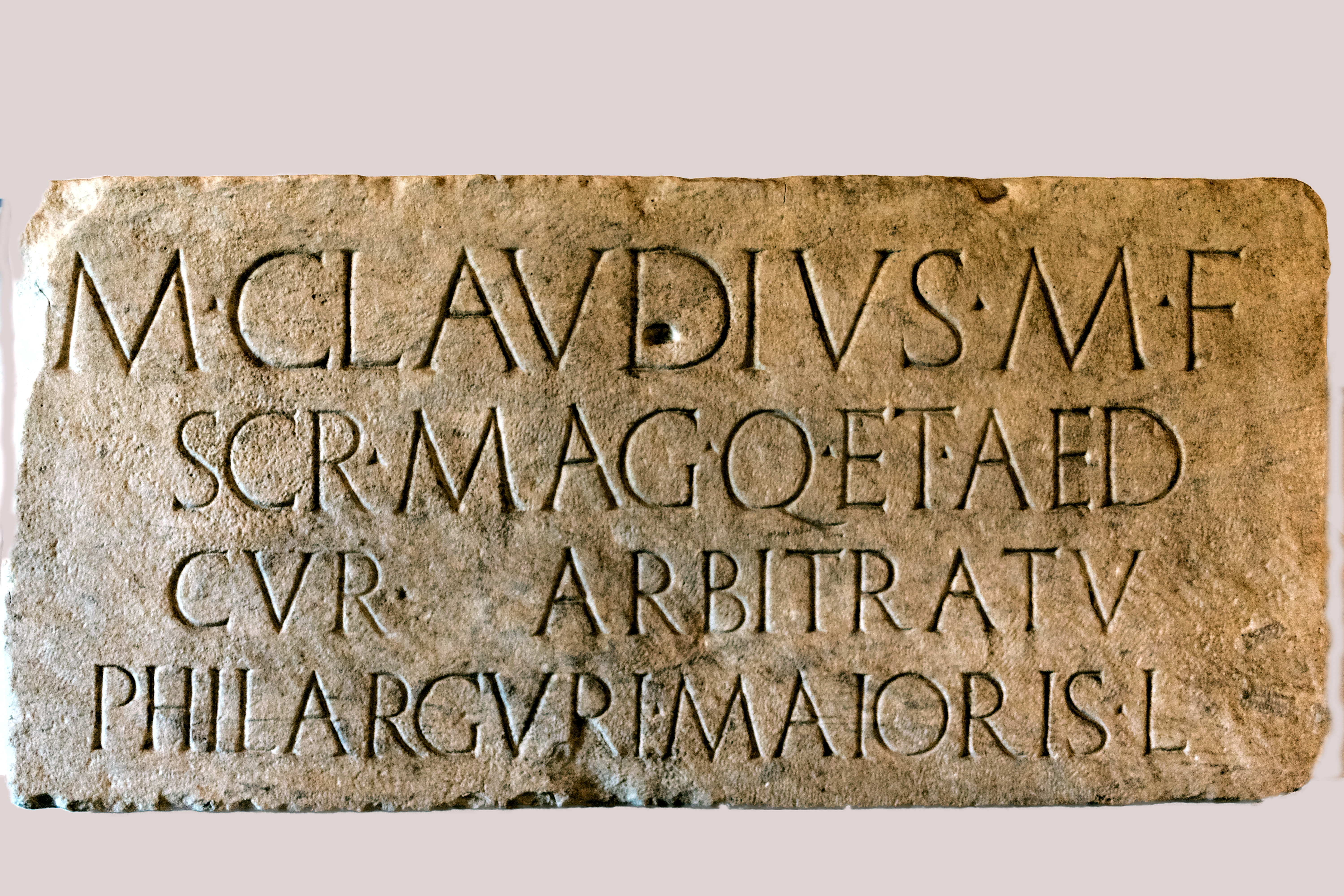
Die Steintafel des Grabmonuments von Marcus Claudius, der Princeps der Vereinigung von Schreibern gewesen war, die gegen Ende des 1. Jahrhunderts n. Chr. im Dienst der Quästoren und der Ädilen standen

Die Staatsschreiber gehörten einem Berufsstand (ordo scribarum) in der römischen Gesellschaft an, der in der Zuordnung zu der jeweils bedienten Magistratur (siehe cursus honorum), getrennt in drei Dekurien, denen auch die Herolde (praecones) und Amtsboten (viatoren) angehörten, gegliedert war. Die einzelnen Abteilungen besaßen einen Vorstand (curatores), dem ein erster Vorsitzender (princeps) übergeordnet war. Die Anzahl der verfügbaren Staatsschreiber variierte am jeweiligen Amt. So waren die quaestorischen Schreiber, bedingt durch die zusätzlich zu verwaltenden Provinzen, am zahlreichsten vertreten. Abnehmend an der Zahl folgten die Schreiber der Ädilen (scribae aedilicii), die mit den quaestorischen Schreibern auch das Personalkontingent für die höheren Ämter bildeten.

### Scribae libraii
Die einfachen Schreiber waren zum größten Teil Freigelassene, die überwiegend in der Quaestur (scribae quaestorii) ihre Verwendung fanden. Die Kernbereiche der Tätigkeiten bestanden in der Finanzbuchhaltung, die neben der Erfassung der Einnahmen und Ausgaben der römischen Staatskasse mit ihren Provinzen auch die Verwaltung des Staatsarchives in Rom betrafen. Auf Anforderung oblag den Schreibern zudem das Her- und Bereitstellen von Abschriften, wie Inventarlisten, Rechnungsabschlüsse, und das Aufzeichnen von Senatskonsulten.

### Scribae
Die höheren Schreiber (scribae), die den scribae libraii vorgesetzt waren, rekrutierten sich aus römischen Bürgern, wobei einige dem Ritterstand (eques) angehörten. Neben der Dienst- und Fachaufsicht über die untergeordneten Schreiber arbeiteten die übergeordneten Beamten den Magistraten bei ihren Amtsaufgaben zu, indem sie diese bei der Rechtspflege in der Öffentlichkeit unterstützten, wobei sie neben verwaltungsmäßigen Aufgaben ihren Dienstherrn in der Durchführung von Untersuchungsverfahren behilflich waren. Der Aufstieg in das angesehene und hoch dotierte Amt eines scriba gelang den einfachen scribae libraii äußerst selten. Einem römischen Bürger hingegen öffnete sich bei entsprechender gezeigter Eignung und Leistung die Möglichkeit, in den Ritterstand aufzusteigen.